# Кабо Делгадо
Кабо Делгадо (на португалски: Cabo Delgado) е най-северната провинция на Мозамбик. Нейната площ е 82 625 квадратни километра и има население от 2 267 715 души (по преброяване от август 2017 г.). Столицата на провинцията е град Пемба. Съседните мозамбикски провинции на Кабо Делгадо са Нампула и Няса. На север провинцията граничи с Танзания. Кабо Делгадо е съставена от 16 района, най-големите от които са Муеда, Монтепеш и Намуно.